# Karla Maříková
Karla Maříková (* 19. března 1981 Ostrov) je vystudovaná zdravotní sestra, která působila v minulosti jako prodavačka a nyní jako politička, od října 2017 poslankyně Poslanecké sněmovny PČR, od roku 2016 zastupitelka Karlovarského kraje, od roku 2018 zastupitelka města Ostrov, členka SPD.

## Život
Vystudovala střední zdravotnickou školu v Karlových Varech. Pracovala v různých pozicích jako redaktorka Kabelové televize Ostrov, farmaceutická reprezentantka. Od roku 2012 působila jako zdravotní sestra v Léčebných lázních Jáchymov. Mezi lety 2013–2017 pracovala jako prodavačka v klenotnictví v Karlových Varech.[zdroj?]
Karla Maříková žije ve městě Ostrov na Karlovarsku. Mluví česky, anglicky a rusky.[zdroj?]

## Politické působení
Je členkou SPD a předsedkyní krajské organizace hnutí. V krajských volbách v roce 2016 byla zvolena jako členka SPD na kandidátce subjektu „Koalice Svoboda a přímá demokracie – Tomio Okamura (SPD) a Strana Práv Občanů“ zastupitelkou Karlovarského kraje.
Ve volbách do Poslanecké sněmovny PČR v roce 2017 byla lídryní hnutí SPD v Karlovarském kraji. Získala 1 391 preferenčních hlasů, a stala se tak poslankyní.
V komunálních volbách v roce 2018 byla z pozice lídryně hnutí SPD zvolena zastupitelkou města Ostrov na Karlovarsku.
V krajských volbách v roce 2020 byla uvedena na 1. místě kandidátky hnutí SPD v Karlovarském kraji, mandát krajské zastupitelky obhájila. Mandát krajské zastupitelky posléze obhájila i v krajských volbách v roce 2024.
Ve volbách do Poslanecké sněmovny PČR v roce 2021 byla lídryní hnutí SPD v Karlovarském kraji. Získala 1 750 preferenčních hlasů, a stala se tak znovu poslankyní.
V komunálních volbách v roce 2022 kandidovala do zastupitelstva Ostrova jako lídryně kandidátky hnutí SPD. Mandát zastupitelky města se jí podařilo obhájit.
Ve volbách do Poslanecké sněmovny Parlamentu ČR v roce 2025 je z pozice členky hnutí SPD lídryní společné kandidátky SPD, Trikolory, Svobodných a PRO v Karlovarském kraji.

## Kontroverze
Maříková na Facebooku v lednu 2019 uvedla, že muslimští imigranti jsou jako invazivní druhy rostlin a nepatří do Evropy. Jejími výroky se začala zabývat policie pro podezření z přečinu podněcování k nenávisti a v březnu 2020 požádala sněmovnu o její vydání k trestnímu stíhání, sněmovní výbor však v dubnu její vydání nedoporučil. 27. května 2020 proběhlo hlasování Poslanecké sněmovny, na kterém došlo k rozhodnutí, že poslankyně Karla Maříková nebude vydána ke trestnímu stíhání. Z přítomných 165 poslanců hlasovalo 5 pro její vydání, 138 jich bylo proti.
V červenci 2023 vyšel na Seznam Zprávách investigativní článek, že Maříková za dosavadních šest let v poslanecké funkci získala vedle svého platu téměř sedm milionů Kč. Původ peněz nevysvětlila, čímž porušila zákon o střetu zájmů. Za 5,6 milionu nakoupila v září 2021 pozemky o rozloze přes 23 000 m² ve Vykmanově, části města Ostrova.
V únoru 2024 na svém facebookovém profilu sdílela očividně falešné (deepfake) video, vkládající novinářce Zdislavě Pokorné z Deníku N do úst komentář kritizující údajné tzv. trafiky na Pražském hradě.